# Arca de las Bienaventuranzas
El Arca o arqueta de las Bienaventuranzas es una obra románica del siglo XI elaborada con placas de marfil, que fue un regalo que los reyes leoneses Fernando I y su esposa Sancha de León hicieron a la Colegiata de San Isidoro de León en el año 1063. Fue elaborada en el taller de eboraria localizado en la ciudad de León muy cercano a dicha colegiata, ligado a la realeza, que tuvo gran demanda y fama sobre todo durante el siglo XI. Se cree que sería destinada a relicario como el Arca de los Marfiles. Las placas de marfil se encuentran custodiadas en el Museo Arqueológico Nacional (España).

## Historia
Además del Arca de los Marfiles, los reyes leoneses donaron años después una serie de arquetas revestidas de oro y marfil, destinadas seguramente a relicarios. De una de estas arquetas han llegado hasta nuestros días siete placas de marfil. Del resto no ha subsistido nada. Con dichas placas y con otros restos de marfiles árabes, se llegó a construir una arqueta heterogénea que podría dar una idea de lo que fue la auténtica.

## Descripción
La obra de eboraria data del año 1063. Los relieves de marfil representan los doctores, que en forma de figura masculina aparecen dialogando o escuchando a un ángel bajo arcos de medio punto en los que se ve inscrito el comienzo de cada bienaventuranza, como se ve en estos ejemplos: 
Los ojos de los personajes están hechos de azabache, según costumbre de la escuela de marfiles de León. Los personajes tienen movimiento, dando la impresión de una verdadera conversación. Están situados delante de un decorado arquitectónico en el que aparecen torres y cimborrios, y tejados que pueden ser de madera. Aun dentro de la uniformidad, cada placa es independiente sin que se repita en ellas ni los gestos ni las actitudes. Los ángeles mensajeros que tratan de explicar las bienaventuranzas, adoptan posturas y ademanes diferentes, en consonancia con el gesto que demuestran los doctores, sus interlocutores. Así el que promete la bienaventuranza de los limpios de corazón, señala el cielo y lleva el cuerno para ungir con los santos oleos; el que promete la bienaventuranza de los misericordiosos, encuentra a su interlocutor casi totalmente convencido, mientras que el que insiste sobre la bienaventuranza de los pobres de espíritu se ve enfrentado a un personaje escéptico y el que predica la bienaventuranza de los pacíficos no convence al que le escucha, lo mismo que le sucede al ángel que habla sobre los que sufren persecución por la justicia, cuyo interlocutor le escucha atónito sin que al parecer crea en sus palabras. (Ver imagen)